# Mesochorus naturnsis
Mesochorus naturnsis är en stekelart som beskrevs av Schwenke 2002. Mesochorus naturnsis ingår i släktet Mesochorus och familjen brokparasitsteklar. Inga underarter finns listade i Catalogue of Life.